# Карачарово (Смоленская область)
Карачарово — Деревня в Дорогобужском районе Смоленской области России. Входит в состав Полибинского сельского поселения. 
Население — 2 жителя (2007 год). 
Расположена в центральной части области в 15 км к северо-востоку от Дорогобужа, в 10 км севернее автодороги Р134 «Старая Смоленская дорога». В 14 км севернее от деревни находится железнодорожная станция О.п. 300-й км на линии Москва-Минск. 

## История
В годы Великой Отечественной войны деревня была оккупирована гитлеровскими войсками в октябре 1941 года, освобождена в сентябре 1943 года.